# Enrico Turolla
Enrico Turolla (Venetië, 11 oktober 1896 – aldaar, 2 januari 1985) was een Italiaans classicus en vertaler Latijn-Italiaans. Turolla was hoogleraar Oudgrieks en Latijn, alsook een onderzoeker van de geschiedenis van het Byzantijnse Rijk.

## Levensloop
Turolla startte studies Klassieke Filologie aan de universiteit van Padua doch dit werd onderbroken door de Eerste Wereldoorlog. Turolla vocht als infanterist in het Koninklijk Leger van Italië. Na de oorlog studeerde hij af als classicus aan het Instituto di Studi Superiori (1921) in Florence. Van 1921 tot 1950 gaf hij les Oudgrieks en Latijn aan diverse middelbare scholen.
Vanaf 1932 was Turolla vrij docent Oudgrieks aan de universiteit van Padua. Hij werd in 1938 bevorderd tot hoogleraar Latijnse Taal en Letterkunde in Venetië, aan de Università Ca' Foscari. Hij doceerde er van 1938 tot 1954.
Vervolgens was Turolla van 1954 tot 1966 hoogleraar Latijnse en Byzantijnse Letterkunde aan de universiteit van Catania, en van 1961 tot 1967 hoogleraar Oudgriekse literatuur en Byzantijnse letterkunde aan de universiteit van Genua. Na zijn emeritaat keerde hij naar Venetië terug.
In zijn onderzoek ging zijn interesses naar filosofen in de Griekse en Romeinse Tijd. Dit waren niet alleen Plato en Aristoteles, maar ook Proclus, keizer Marcus Aurelius en Pseudo-Dionysius. Tevens vertaalde hij gedichten uit het Latijn naar het Italiaans zoals deze van Horatius.